# Las hijas del fuego
Las hijas del fuego es una película argentina de corte dramático y contenido erótico LGBT+ estrenada en 2018 y dirigida por Albertina Carri. Inspirada libremente en la novela del mismo nombre, relata un viaje por el país, de un grupo de mujeres poliamorosas que se exploran y disfrutan sin sujeción a patrones hegemónicos, a la vez que enfrentan la violencia machista. Premiada en 2018 como Mejor Película en el BAFICI y Mejor Dirección en LesGaiCineMad. 

## Sinopsis
Una pareja lesbiana se reencuentra en Ushuaia luego de unos meses de distanciamiento por motivos laborales. Esa noche conocen a otra chica con la que forman un trío sexual. Las tres inician un viaje por el país que las lleva a Puerto Madryn y luego a Necochea a rescatar un viejo automóvil. En el camino van conociendo, levantando y compartiendo partes del viaje e historias con otras mujeres, con quienes forman una comunidad amorosa, solidaria y erótica. 

Pero el tema no es la historia sino el tratamiento: de la imagen, de los personajes, de sus cuerpos, del goce sexual, del relato, y de les [sic] espectadores. Las hijas del fuego es una película lesbiana, todo el sexo que vemos es entre mujeres. Y la proliferación de escenas sexuales construye claramente una primera idea: la desaparición del concepto de propiedad en el vínculo amoroso o sexual... Por otro lado, el goce sexual está absolutamente desvinculado de cualquier patrón estético de los cuerpos. Las siete mujeres que en algún momento comparten el viaje en la combi y los encuentros sexuales, son cuerpos diversos y comunes que se unen y se cruzan en el deseo. Son mujeres verdaderas que pueden tener curvas o no. Son una comunidad de goce y libertad.
Raúl Finkel

## Reparto
- Disturbia Rocío
- Mijal Katzowitz
- Violeta Valiente
- Rana Rzonscinsky
- Canela M.
- Ivana Colonna Olsen
- Mar Morales
- Carla Morales Ríos
- Javier Lorenzo
- Andrés Ciavaglia
- Érica Rivas
- Cristina Banegas
- Sofía Gala Castiglione[1]

## Premios
- LesGaiCineMad 2018 (Madrid International LGBT Film Festival): Mejor dirección
- BAFICI 2018: Mejor película